# Hy tần Hồng thị
Hy tần Hồng thị (chữ Hán: 熙嬪洪氏, 1494 - 1581) là một hậu cung của Triều Tiên Trung Tông.

## Cuộc đời
Hồng Hy tần xuất thân quý tộc, người ở Nam Dương, con gái của đại thần Hồng Cảnh Chu (洪景舟) thuộc Huân Cựu phái (勳舊派).
Năm 1506, Yên Sơn Quân tính khí bạo hành, lòng người bất bình, Từ Thuận đại phi quyết định cùng các đại thần thực hiện chính biến, cha bà cùng một số đại thần trong Huân Cựu phái tham gia, như Thành Hi Nhan (成希顔; 성희안), Phác Nguyên Tông (朴元宗; 박원종), Liễu Thuận Định (柳順汀; 유순정) , đồng thời giết hại Thận Thủ Cần (慎守勤; 신수근), Thận Thủ Anh (慎守英; 신수영) và Nhậm Sĩ Hồng (任士洪; 임사홍), những người ủng hộ Yên Sơn Quân. Sự kiện này được gọi là Trung Tông phản chánh (中宗反正; 중종반정).
Năm 1510, Hồng thị nhập cung, lập tức sủng hạnh, sơ phong Thục nghi (淑儀). Năm 1513, hạ sinh con trai thứ ba của Trung Tông, Cẩm Nguyên quân Lý Lĩnh. Từ đó đến năm 1528 (sinh Phụng Thành quân Lý Nguyên) , bà còn sinh hạ thêm ba vị vương tử nữa nhưng đều chết yểu. Năm 1520, tấn Quý nhân ( 貴人 ) , hàm Tòng nhất phẩm, địa vị cơ hồ chỉ dưới vương hậu lúc đó là Chương Kính vương hậu. Năm 1530, khi con trai út của bà được hai tuổi, sách phong Chính nhất phẩm Hy tần (熙嬪). Bà là phi tử sống thọ nhất trong nội mệnh phụ của Trung Tông (87 tuổi), qua đời vào thời Triều Tiên Tuyên Tổ, hưởng nghi lễ trang trọng bậc nhất.

## Hậu duệ
Bà là người sinh hạ nhiều con nhất cho Trung Tông và tất cả đều là con trai. Tuy nhiên ba trong năm người con trai đều chết yểu.
1. Cẩm Nguyên quân Lý Lĩnh (錦原君李岭, 1513 - 1562), ấu danh Hòa Thọ (和壽), tự Ngưỡng Chỉ (仰止), mẹ là Hy tần Hồng thị. Lấy Ba Trừng quận phu nhân Trịnh thị ở Hải Châu. Thụy Hiếu Văn (孝文)
2. Vương tử (王子), 3 người chết yểu.
3. Phụng Thành quân Lý Nguyên (鳳城君李岏, 1528 - 1547), tự Tử Chiêm (子瞻), mẹ là Hy tần Hồng thị. Lấy Đông Lai quận phu nhân Trịnh thị. Thụy Ý Mẫn (懿愍).